# Wilhelm Crisolli
Wilhelm Crisolli (Berlino, 20 gennaio 1895 – Porretta Terme, 12 settembre 1944) è stato un generale tedesco della Wehrmacht durante la seconda guerra mondiale che ha comandato molte divisioni differenti, ed è stato decorato con la Croce di Cavaliere della Croce di Ferro.

## Biografia
Wilhelm Crisolli era il figlio dell'avvocato Rudolf Crisolli (1854-1922); suoi fratelli erano gli avvocati Julius (1894-?) e Karl-August Crisolli (1900-1935).
All'inizio della prima guerra mondiale intraprese la carriera militare entrando nel 4º reggimento cacciatori a cavallo dal 4 agosto 1914. Dopo un corso per ufficiali a Döberitz, venne promosso sottotenente alla fine del 1915. Trascorse gran parte della guerra sul fronte orientale e prestò servizio in Francia nel 1918.
Dopo la guerra, entrò nei freikorps in Pomerania e divenne poi membro del Reichswehr di stanza a Stolp. Nel 1925 fu promosso tenente. Nel 1928 iniziò l'addestramento il proprio addestramento presso la scuola di fanteria di Dresda e nel 1930 venne promosso capitano; nel 1935 divenne maggiore e nel 1938 tenente colonnello. Dal 1935 al 1938 fu insegnante di tattica alla scuola di guerra di Potsdam. Il 9 novembre 1938 divenne comandante della 1ª divisione del 9º reggimento di fucilieri a cavallo a Sorau.
Nel 1939 prese parte alla campagna militare in Polonia ed all'inizio del 1940 venne impiegato in Francia. Nel 1941 prese parte alla conquista di Belgrado ed il 15 luglio 1941 ricevette la croce di cavaliere dell'Ordine della Croce di ferro. Il 1º agosto 1941, venne promosso colonnello. Il 31 gennaio 1942 venne gravemente ferito sul fronte russo e quindi rimpatriato in ospedale a Marienbad dove rimase per sei settimane. Da maggio a fine ottobre del 1942, fu comandante della 13ª brigata fucilieri sul fronte russo. Successivamente Crisolli venne trasferito in riserva e fu temporaneamente comandante della 13ª e 16ª Panzer Division, nonché della 333ª divisione di fanteria e della 6ª Panzer Division. Il 1º febbraio 1944, venne promosso maggiore generale. Nel maggio del 1944, combatté con questa divisione in Italia centro-settentrionale. Nella seconda settimana di settembre del 1944, Crisolli cadde prigioniero dei partigiani italiani durante un'imboscata sull'Appennino e venne ferito alla testa in maniera molto grave. Morì per questa stessa ferita il 12 settembre 1944 presso Porretta Terme. Il 25 marzo 1945 venne promosso postumo tenente generale con effetto dal 1º settembre 1944.
Sepolto inizialmente a Modena, la sua salma si trova oggi sepolta presso il cimitero militare tedesco sul Passo della Futa.
Suo nipote, lo scrittore tedesco Thomas Medicus, nel 2004 ha scritto un libro biografia di suo nonno e della sua esperienza durante la seconda guerra mondiale.